# Raparna confusa
Raparna confusa är en fjärilsart som beskrevs av Paul Mabille 1899. Raparna confusa ingår i släktet Raparna och familjen nattflyn. Inga underarter finns listade.